# Ukrainska flyktingkrisen 2022–2023
| Ukrainska flyktingkrisen 2022–2023 |
| --- |
| - Betydelse – säkerhetspolitisk och humanitär kris - Bakgrund – Euromajdan, Krimkrisen, kriget i Donbass - Utlösande faktor – Rysslands invasion 2022 |

Ukrainska flyktingkrisen 2022–2023 är en flyktingkris som orsakats av Rysslands invasion av Ukraina 2022, vilken inleddes den 24 februari. Den 21 juni 2022 hade över åtta miljoner gränsövergångar registrerats, samtidigt befann sig den 3 maj omkring åtta miljoner på flykt inom landet. Flyktingkrisen är den största i Europa sedan andra världskriget och den första i sitt slag sedan de jugoslaviska krigen på 1990-talet. De ukrainska flyktingarna har framför allt flytt till Ukrainas grannländer i väster: Polen, Rumänien, Moldavien, Ungern och Slovakien, varav den övervägande delen till Polen.
Medlemsländer av den Europeiska unionen har tillåtit fria inresor för ukrainska flyktingar alltsedan början av invasionen.
Vidare har flera icke-européer och personer tillhörande den romska minoritetsgruppen rapporterat om att de varit föremål för diskriminering vid gränsövergångarna.

## Utrikes flyktingstatistik enligt UNHCR
| Land               | Riktning       | Datum            | Antal     |
| ------------------ | -------------- | ---------------- | --------- |
| Ryssland           | Österut/norrut | 5 september 2022 | 2 490 480 |
| Polen              | Västerut       | 6 september 2022 | 1 365 810 |
| Slovakien          | Västerut       | 6 september 2022 | 92 491    |
| Moldavien          | Västerut       | 6 september 2022 | 90 439    |
| Rumänien           | Västerut       | 5 september 2022 | 86 178    |
| Ungern             | Västerut       | 6 september 2022 | 29 170    |
| Belarus            | Norrut         | 6 september 2022 | 12 505    |
| Totalt grannländer | –              | –                | 4 167 073 |
| Övriga Europa      | –              | –                | 2 987 375 |
| Varav: Sverige     | –              | 6 september 2022 | 46 468    |
| TOTALT             | –              | –                | 7 154 448 |

## Efter land

### Danmark

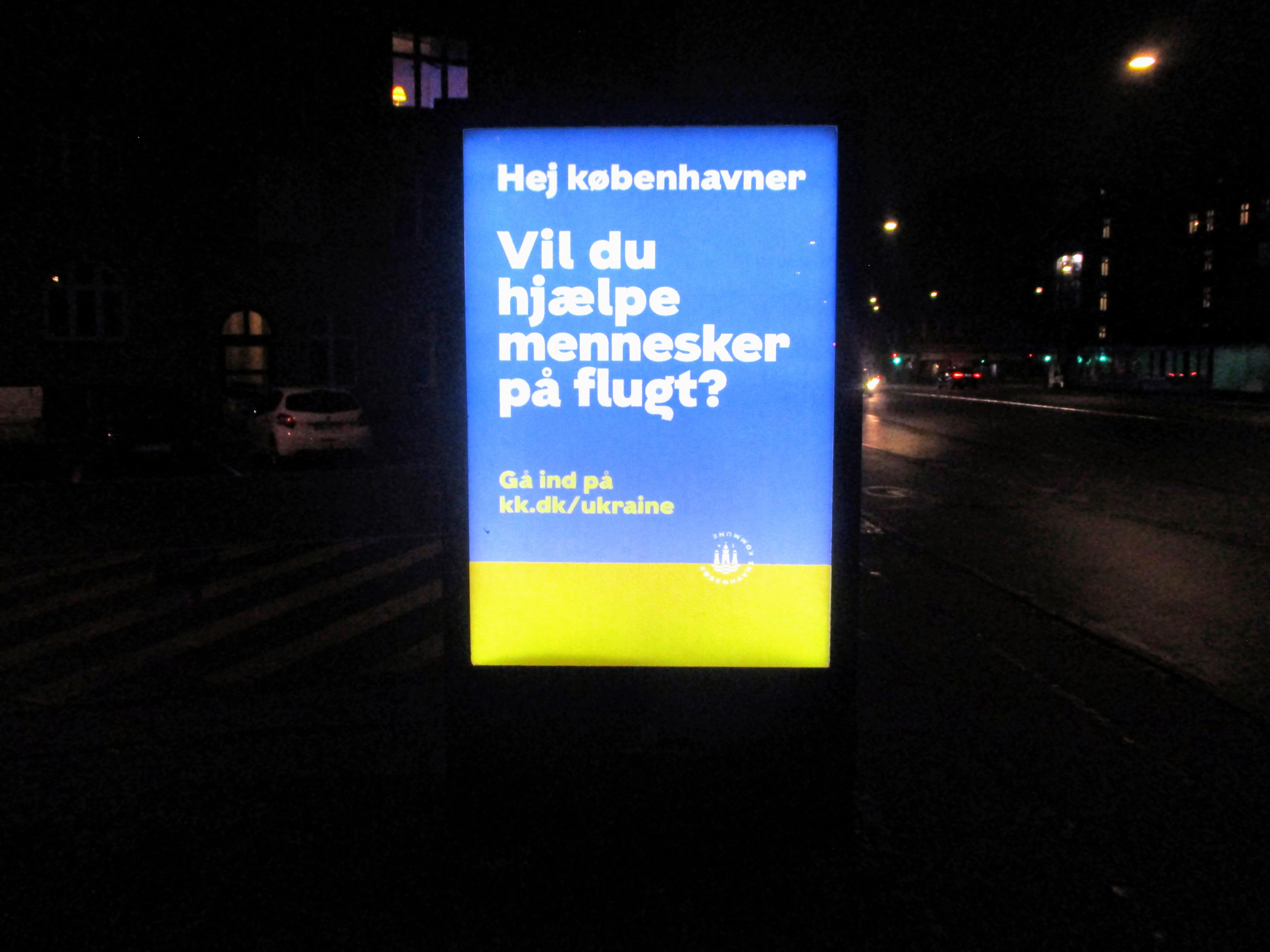
"Hej københavner, vil du hjælpe mennesker på flugt?", hjälpaffisch i Köpenhamn.

Statsminister Mette Frederiksens regering meddelade den 8 mars att man räknade med att kunna ta emot upp mot 20 000 ukrainare. Folketinget antog en speciallag för flyktingar från Ukraina med innebörden att dessa skulle få uppehållstillstånd snabbare och kunna börja arbeta, studera eller gå i skolan.

### Estland
Estlands gränspolis har uppgett att drygt 16 000 ukrainare hade kommit till Estland per den 11 mars.

### Finland
Migrationsverket i Finland meddelade den 14 mars att drygt 3 400 ukrainare registrerat sig för internationellt skydd i Finland sedan årsskiftet.

### Norge
I Norge förberedde sig Utlendingsdirektoratet den 14 mars för att ta emot 30 000 flyktingar under året, samtidigt som justitie- och beredskapsminister Emilie Enger Mehl uttalade att siffran kunde bli högre.

### Polen

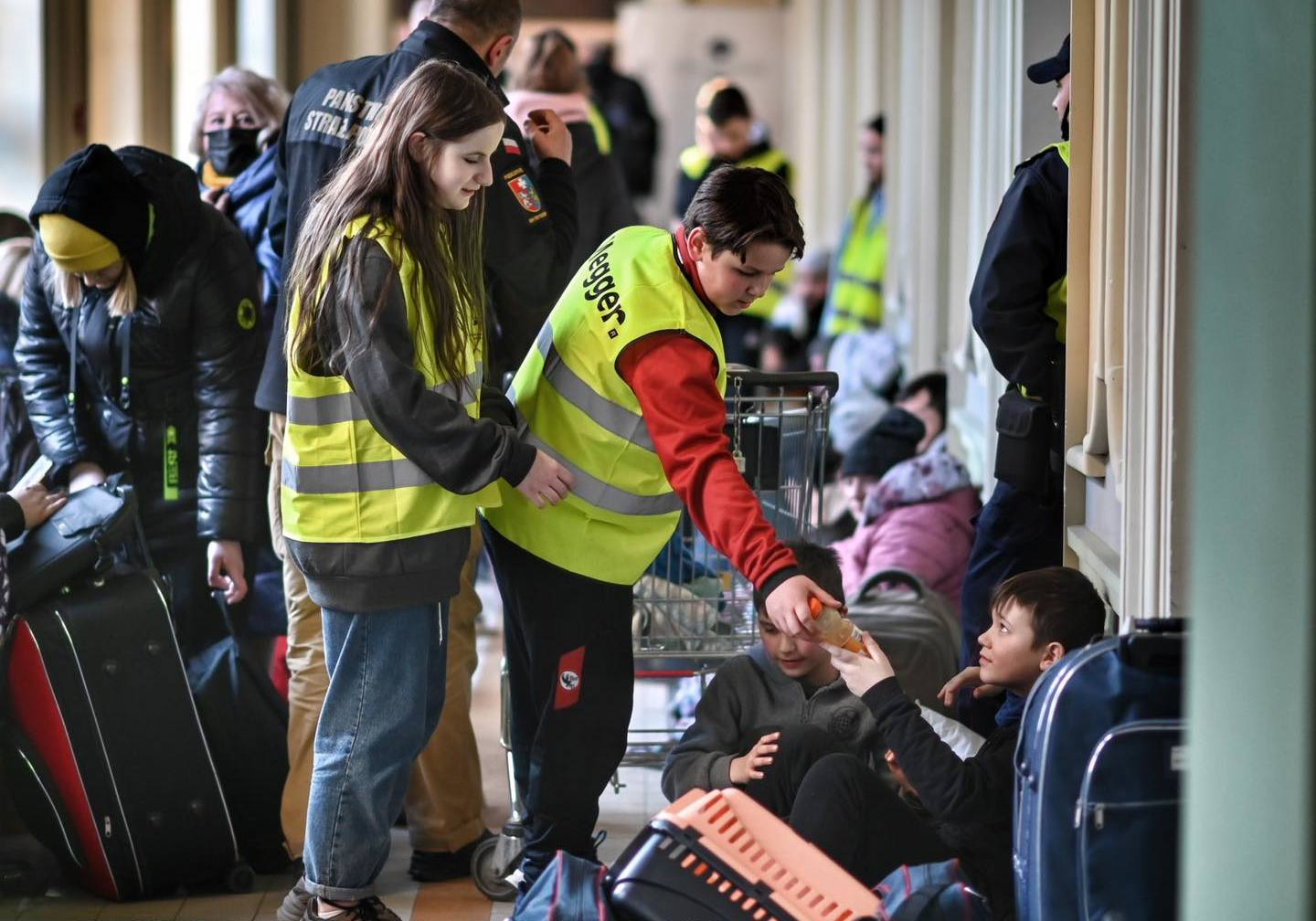
Volontärer på en järnvägsstation i Polen den 28 februari 2022.

Polen är det land som tagit emot flest flyktingar från Ukraina, över tre miljoner, i början av maj 2022.

### Sverige
Migrationsverket i Sverige meddelade den 24 mars att Sverige dittills hade tagit emot 21 000 flyktingar. Migrationsverket har därutöver meddelat att 80 000 flyktingar – som ett huvudscenario – skulle kunna komma att söka sig till Sverige under 2022. I juni 2022 hade omkring 40 000 ukrainska medborgare sökt sig till Sverige från Ukraina enligt massflyktsdirektivet. En tredjedel av de ukrainska flyktingarna, i Sverige, hade kommit till Stockholm, och en tredjedel till Skåne.
Enligt Giva Sverige, en branschförening som representerar drygt 170 medlemmar, har närmare 1,4 miljarder kronor i gåvor och donationer samlats fram till 18 mars 2022, alltså tre veckor in i invasionen. Men givandet har mattats av. Act Svenska Kyrkan, Amnesty, Djurens Rätt, Läkare utan gränser, RFSL, Rädda Barnen och Unicef är några av de organisationer som samlar donationer till Ukraina. Samtidigt redovisar Volontärbyrån och HelpUkraina.se att många är engagerade i hjälpinsatser utan att behöva bidra med donationer och gåvor.

### Tyskland
Det tyska flyktingmottagandet, om 700 000 ukrainska flyktingar, var i maj det fjärde största, efter Polen, Rumänien och Ryssland.